# A Perfect Circle
Gli A Perfect Circle (noti anche con l'acronimo APC) sono un gruppo musicale rock alternativo statunitense, fondato a Los Angeles nel 1999 da Billy Howerdel e Maynard James Keenan, frontman dei Tool.
il gruppo ha raggiunto la notorietà nei primi anni duemila grazie al successo ottenuto con i primi due dischi, Mer de Noms e Thirteenth Step, per poi sciogliersi dopo la pubblicazione del terzo album Emotive. Successivamente, nel 2017 è tornato sulle scene per poi presentare nel 2018 l'atteso quarto disco Eat the Elephant, caratterizzato da un cambio di direzione dal punto di vista stilistico non indifferente.
Nonostante l'iniziale propensione della critica specializzata verso la considerazione degli A Perfect Circle come progetto minore di Keenan, il gruppo negli anni ha saputo dimostrare il contrario, diventando presto un'icona della scena alternative rock statunitense.

## Storia

### Primi anni (1992-1999)

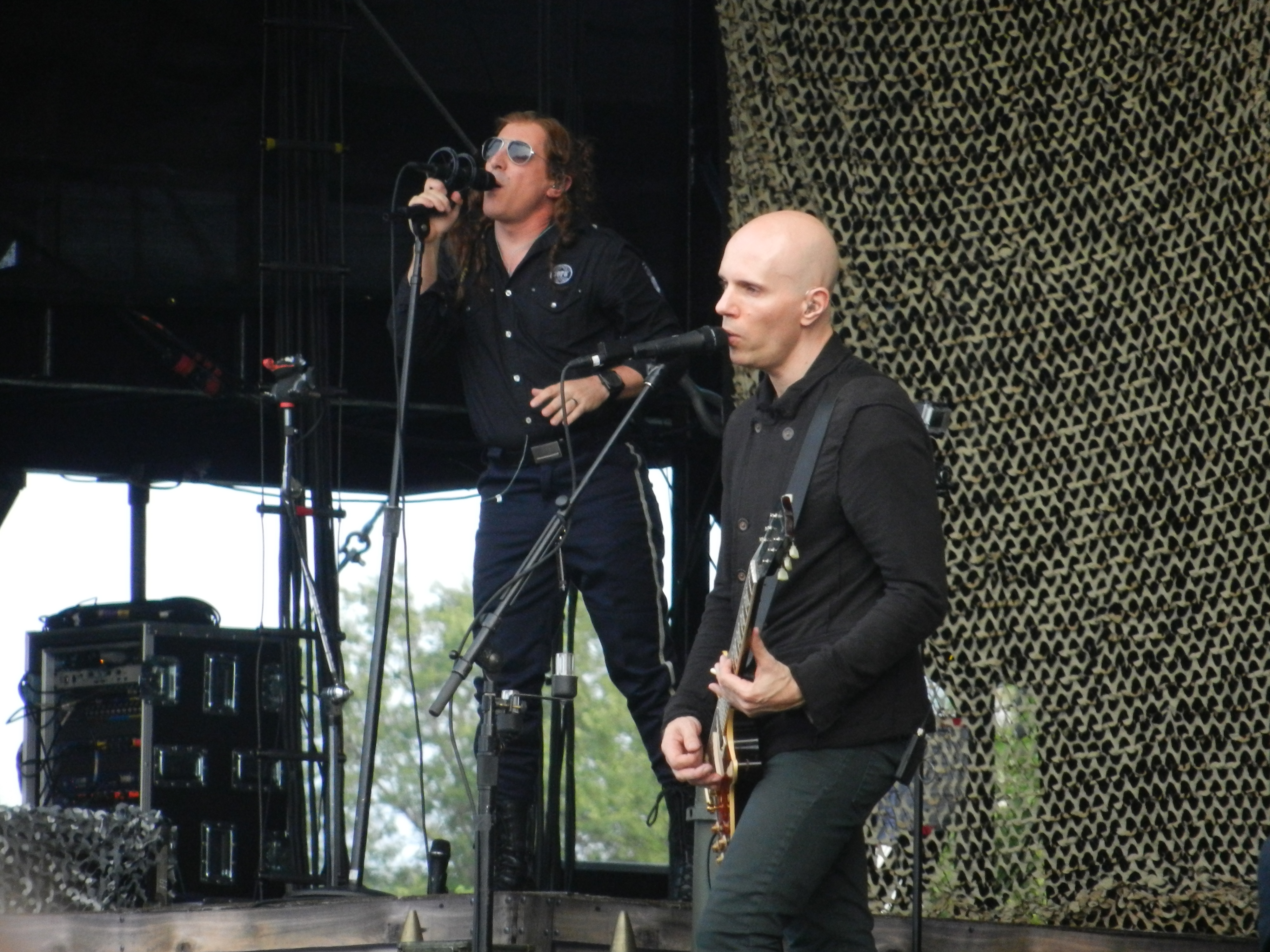
Maynard James Keenan (a sinistra) e Billy Howerdel (a destra), fondatori e unici membri stabili del gruppo

Il gruppo venne fondato su iniziativa del chitarrista Billy Howerdel, tecnico del suono per diversi gruppi come Nine Inch Nails, The Smashing Pumpkins, Guns N' Roses e Fishbone. Nel 1992, mentre si trovava in tour in Francia con i Fishbone, Howerdel fece amicizia con Maynard James Keenan, frontman dei Tool. Successivamente, i due si rincontrarono mentre Howerdel si trovava a Los Angeles in cerca di un alloggio, con Kennan che gli offrì una sistemazione nella sua casa di North Hollywood. In questa occasione, Howerdel gli fece ascoltare diversi demo, suscitando in lui grande interesse. Nonostante il progetto di Howerdel prevedeva una voce femminile come Elizabeth Fraser, i due, una volta che i Tool finirono in pausa per via di una causa legale con la loro casa discografica, fondarono il gruppo nel 1999.
Il duo si presentò alla sua prima esibizione dal vivo al Viper Room di Los Angeles nell'agosto 1999, con l'aggiunta del chitarrista Troy Van Leeuwen, il batterista Tim Alexander e la bassista Paz Lenchantin. Poco dopo i primi concerti, Alexander fu sostituito da Josh Freese e il gruppo concluse le registrazioni del primo album in studio.

### Mer de Noms(2000)
Mer de Noms venne pubblicato nella primavera del 2000 dalla Virgin Records dimostrandosi presto un successo di pubblico e critica. In particolare, il disco fu il miglior debutto di un gruppo rock nella storia della classifica statunitense degli album, venendo certificato disco di platino l'ottobre successivo. Il primo singolo estratto dall'album fu Judith, accompagnato da un video musicale diretto da David Fincher e seguito da 3 Libras e The Hollow, unica traccia del disco a presentare il contributo di Alexander; tutti e tre si susseguirono all'interno dell'Alternative Airplay e della Official Singles Chart.
Il disco si presentò come una commistione di diversi elementi principalmente progressive e hard rock,
avente come risultato un lavoro rotondo e ricco dalle sonorità art rock cupe e mistiche, sulle quali il gruppo gettò le basi per la costruzione del suo caratteristico stile. Nonostante l'originalità dei brani, tutti composti da Howerdel, la critica si soffermò al tempo dell'uscita sulle somiglianze tra la musica di A Perfect Circle e Tool, principalmente viste le performance vocali di Keenan.
Poco dopo l'uscita di Mer de Noms il gruppo intraprese una tournée che li vide inizialmente come gruppo di supporto dei Nine Inch Nails, per poi diventare headliner di diversi eventi in Nord America.

### Thirteenth Step(2001-2003)

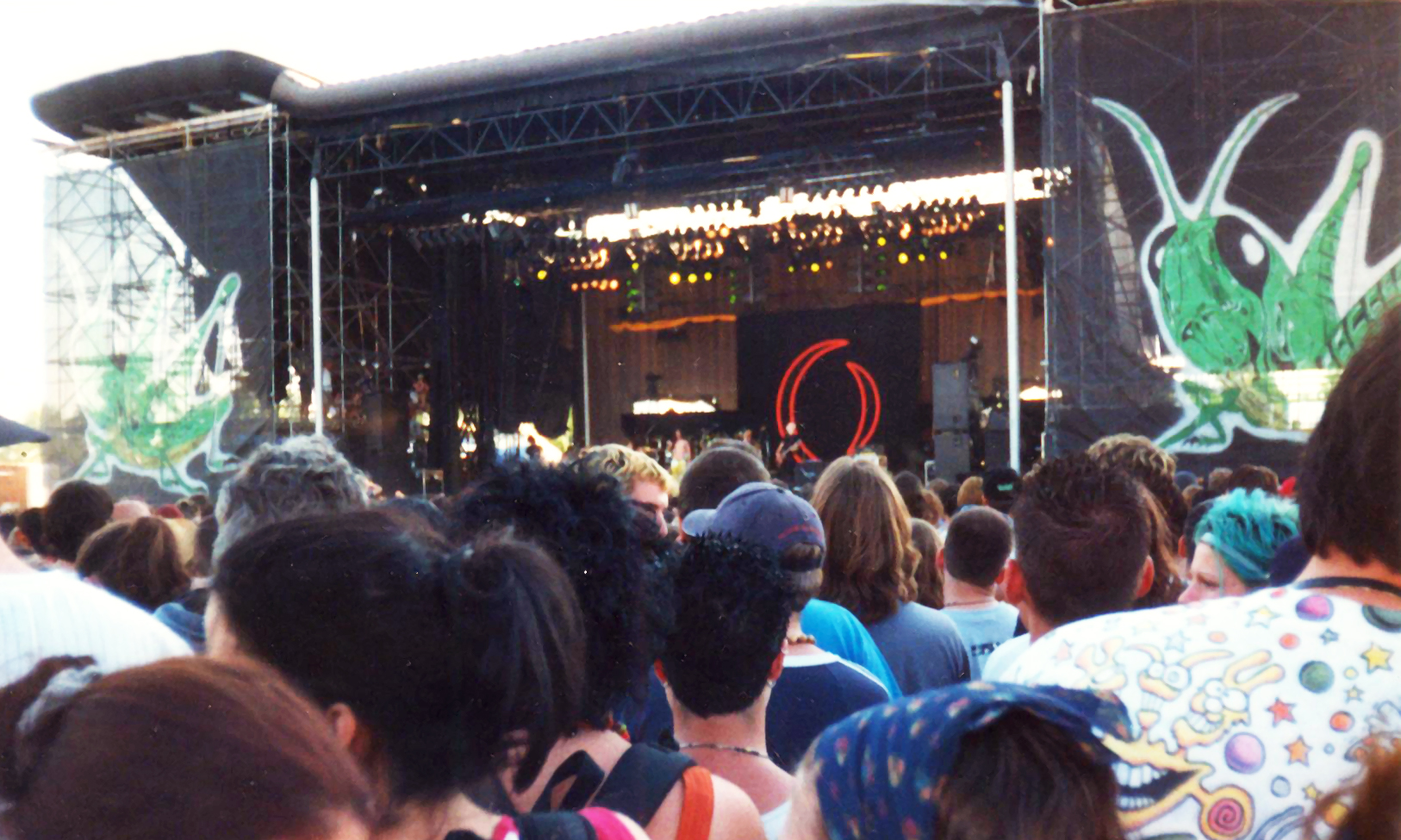
Il gruppo in concerto a Montréal durante la tournée a supporto di Mer de Noms

I lavori per la produzione del secondo album, Thirteenth Step, iniziarono nel 2001 e furono caratterizzati da importanti rallentamenti a causa degli impegni di Keenan con i Tool. Nonostante ciò, mentre Keenan si trovava in tournée, Howerdel compose gran parte delle parti strumentali insieme a Lenchantin e Van Leeuwen; entrambi tuttavia lasciarono la formazione l'anno successivo per unirsi rispettivamente a Zwan e Queens of the Stone Age, portando il trio formato da Howerdel, Keenan e Freese alla ricerca di sostituti, identificati in Jeordie White e Danny Lohner. Nel 2003 Keenan si unì alle sessioni di registrazione spingendo fin da subito verso un cambio di direzione a livello artistico. Nel particolare, questa continua ricerca da parte del cantante verso delle sonorità sempre più personali ed evolute spinse i due fondatori spesso in conflitto, con i restanti membri del gruppo a fare da mediatori.
Thirteenth Step debuttò il 16 settembre 2003 vendendo oltre 230 000 copie nella prima settimana di pubblicazione. Come singoli vennero estratti i brani Weak and Powerless, The Outsider e Blue; tutti si susseguirono all'interno dell'Alternative Airplay e tra questi Weak and Powerless e The Outsider ottennero un posizionamento anche nella Billboard Hot 100.
Il disco rappresentò un netto sviluppo nelle sonorità del gruppo ma soprattutto a livello compositivo, diventando simbolo della consapevolezza e personalità raggiunte dagli A Perfect Circle. Il concept album, basato sul tema della tossicodipendenza ed il suo superamento, si rivelò presto un successo, consacrando gli A Perfect Circle come alcuni dei principali esponenti del panorama alt-rock.
La tournée in supporto al disco partì in Nord America nel luglio 2003 proseguendo fino alla fine dell'anno, intervallata da una breve parentesi europea congiunta con i Deftones. Lohner, impossibilitato a causa di impegni personali a partecipare alla tournée, fu rimpiazzato per l'occasione dal chitarrista degli Smashing Pumpkins James Iha. Il gruppo continuò ad esibirsi per gran parte del 2004, in alcune occasioni lasciando il Nord America per raggiungere Europa, Nuova Zelanda, Giappone e Australia.

### Emotivee lo scioglimento (2004)
Al termine della tournée in supporto a Thirteenth Step gli A Perfect Circle annunciarono di aver pianificato una lunga pausa di modo da permettere ai due fondatori di impegnarsi con altri progetti; Keenan a pieno regime con i Tool e Howerdel iniziando a gettare le basi per un proprio progetto solista. Tuttavia, in occasione della sua partecipazione nel luglio del 2004 ad un concerto organizzato da Axis of Justice – organizzazione non a scopo di lucro fondata da Serj Tankian dei System of a Down e Tom Morello dei Rage Against the Machine –, Keenan dichiarò di avere intenzione di pubblicare una raccolta di brani a tema politico insieme agli A Perfect Circle, progetto che si realizzò con la pubblicazione nel novembre dello stesso anno del quarto album in studio Emotive.
Vista l'intenzione principale del gruppo di prendere posizione in modo netto contro il qualunquismo, Il disco venne pubblicato in concomitanza con le elezioni presidenziali statunitensi del 2004. Tra le tracce, oltre a cover di brani totalmente stravolti tanto da non essere più riconoscibili, sono presenti gli inediti Counting Bodies like Sheep to the Rhythm of the War Drums, di cui è stato realizzato un video musicale dove è riconoscibile il volto di George W. Bush, bersaglio della critica di Keenan, e Passive, traccia inclusa nella colonna sonora del film Constantine.
Al tempo della pubblicazione, con circa 142 000 copie vendute nella prima settimana e un debutto al secondo posto della Billboard 200, Emotive divise critica e pubblico. Se da una parte gli estimatori del gruppo ne criticavano la decisa connotazione politica e l'anticonvenzionale reinterpretazione di grandi classici, dalla sua la critica lo accolse perlopiù positivamente, non permettendogli comunque di raggiungere lo stesso responso ottenuto con i primi due album.
Il gruppo si sciolse ufficialmente poco dopo l'uscita di Emotive, seguito il 16 novembre da Amotion, raccolta comprendente tutta la produzione di clip del gruppo e un disco di remix.

### Progetti solisti (2005-2010)

Il logo del gruppo, ideato da Howerdel, rappresenta due cerchi concentrici (dei quali si intravede solo l'ombra) che simboleggiano i due fondatori

Subito dopo l'ufficialità dello scioglimento, i membri del gruppo si concentrarono su altri progetti. In particolare, Keenan si riunì coi Tool per registrare l'album 10,000 Days, per poi fondare nel 2007 i Puscifer, mentre Howerdel lavorò su del materiale solista realizzato con la collaborazione di membri ed ex-membri degli A Perfect Cirlce come Freese, Lenchantin e Van Leeuwen. La prima pubblicazione solista di Howerdel fu la colonna sonora del videogioco Jak X, seguita nel 2008 dall'album Keep Telling Myself It's Alright del suo neonato progetto parallelo Ashes Divide. Nello stesso periodo Keenan spiegò i motivi del suo momentaneo addio:

### Ritorno in scena eBy and Down(2010-2013)
Nonostante l'inattività che caratterizzò il periodo di pausa, entrambi i fondatori dichiararono nel 2008 che il gruppo non si era in realtà sciolto definitivamente, con Keenan che proseguì affermando che del nuovo materiale era in fase di lavorazione. Nonostante queste dichiarazioni, di fatto il gruppo è rimasto lontano dai riflettori fino alla metà del 2010. Il punto di svolta è stata un'esibizione inaspettata di Keenan e Howerdel sul palco dell'Electronic Entertainment Expo 2010 dove i due hanno suonato Bohemian Rhapsody dei Queen. Per la serata era stato chiamato come chitarrista Brian May che, impossiblitato a partecipare, è stato sostituito da Howerdel all'ultimo minuto, chiamato al cellulare da Keenan durante le prove generali. Nonostante il poco tempo per la preparazione, la performance è stato un successo e, come dichiarato successivamente da Howerdel, ha fatto sì che i due fondatori si decisero nel riprendere in mano le redini del progetto.
Nel settembre successivo, gli A Perfect Circle sono tornati ufficialmente attivi tramite l'annuncio di una tournée nordamericana con tre date previste per ogni città, ognuna caratterizzata da una riproposizione integrale di uno dei tre album in studio fino a lì pubblicati – Mer de Noms, Thirteenth Step e Emotive. La formazione è rimasta pressoché invariata rispetto al tour precedente, se non per l'uscita di White, sostituito in seduta stante da Matt McJunkins, già collaboratore di Puscifer e Ashes Divide. Il gruppo è stato in tour anche nel 2011 con Freese che, impossibilitato da altri impegni, ha partecipato esclusivamente alla prima data; per questo è stato rimpiazzato per il resto dei concerti da Jeff Friedl, come McJunkins già membro di Ashes Divide e Puscifer.
Nel 2012 Howerdel e Keenan sono tornati al lavoro con i loro altri progetti, esibendosi sporadicamente con gli A Perfect Circle. Successivamente, alla fine dell'anno Freese ha abbandonato il gruppo tramite un annuncio avvenuto sul suo profilo Twitter, dove ha dichiarato di «aver deciso di lasciare gli A Perfect Circle senza alcuna intenzione di ritornare», venendo sostituito da Friedl.
Il 2013 ha visto il gruppo esibirsi esclusivamente in alcune date all'inizio dell'anno, tra cui una al Soundwave e una all'edizione cilena del Lollapalooza. Nonostante la scarsa attività dal vivo, si è comunque dimostrato un anno prolifico dal punto di vista discografico, infatti il gruppo ha pubblicato nel giro di poco tempo la compilation Three Sixty, che include il singolo By and Down, brano che fece il suo esordio durante la tournée del 2011 e primo inedito dopo nove anni, e l'album dal vivo A Perfect Circle Live: Featuring Stone and Echo, che include una serie completa dei concerti monografici del 2010 e una performance del gruppo del 2011 tenutasi all'anfiteatro di Red Rocks.

### Eat the Elephant(2017-2018)

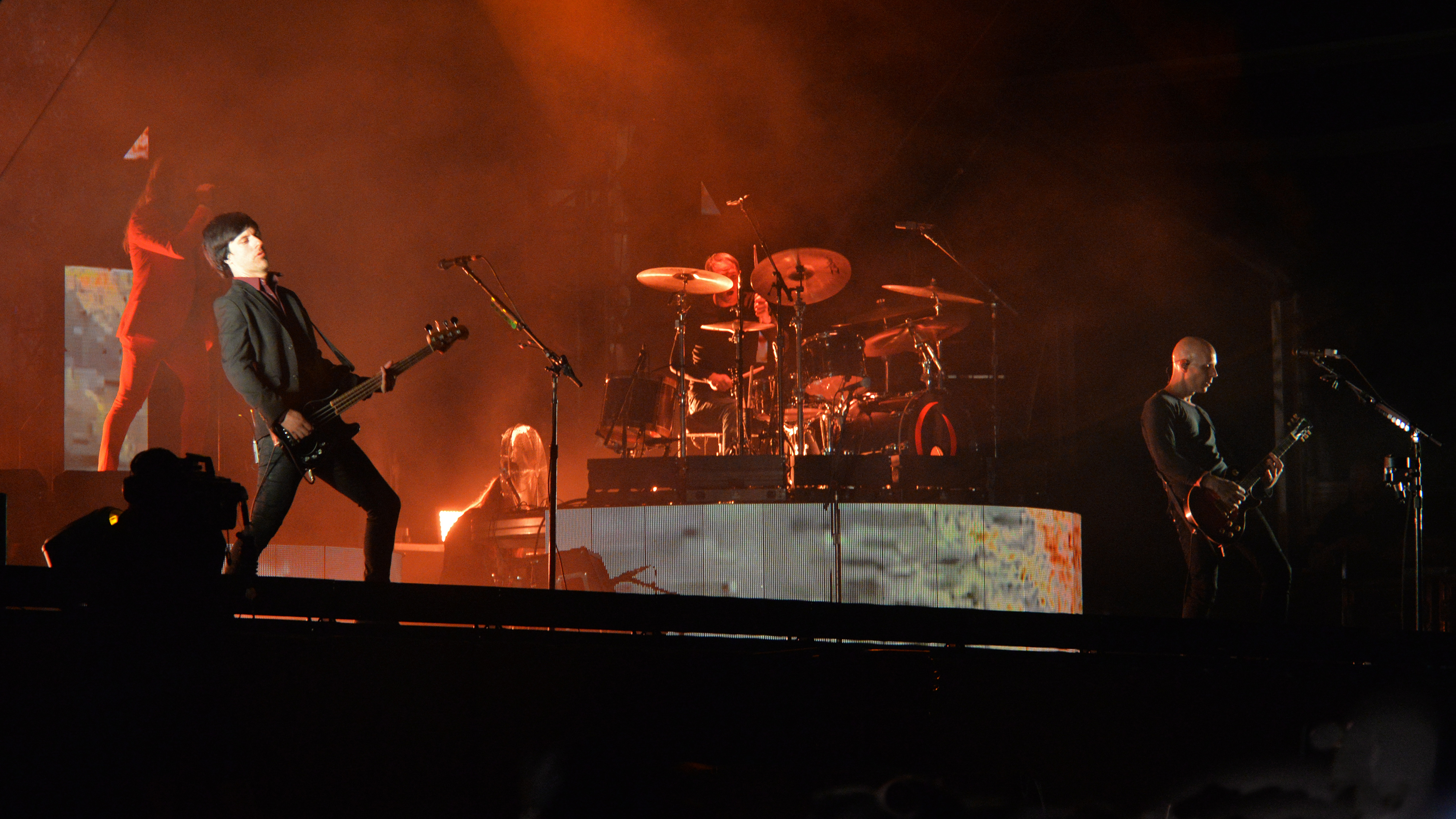
Gli A Perfect Circle all'Hellfest 2018

Dopo un generale silenzio, gli A Perfect Circle sono tornati a far parlare di sé nel 2017 tramite l'annuncio di una nuova tournée nordamericana prevista tra aprile e maggio, con l'intenzione di sfruttare le esibizioni dal vivo per mettersi alla prova con del nuovo materiale allo scopo di ricavarne un disco, situazione simile a quella in cui si erano imbarcati nel loro primo tour del 1999 per Mer de Noms. Tra il nuovo materiale figuravano le tracce successivamente riviste Hourglass e Feathers. A marzo è stata la volta dell'annuncio da parte del gruppo di aver firmato un contratto con la BMG Rights Management per la pubblicazione di un quarto album in studio, seguito da una seconda tournée nordamericana che ha avuto luogo tra ottobre e dicembre.
Il quarto album, Eat the Elephant, è stato annunciato il 5 febbraio 2018 e pubblicato il 20 aprile successivo. Si tratta del primo disco realizzato con un produttore esterno, Dave Sardy, ed è stato anticipato dall'anteprima di quattro tracce: The Doomed il 16 ottobre 2017, Disillusioned il 1º gennaio 2018, TalkTalk il 5 febbraio con il preordine del disco, e So Long, and Thanks for All the Fish il 15 aprile. Il gruppo ha poi intrapreso una tournée nel 2018 a supporto dell'album dove James Iha, impegnato con la reunion degli Smashing Pumpkins, è stato temporaneamente rimpiazzato da Greg Edwards dei Failure.

### Progetti successivi:Kindreded il ritorno di Freese (2018-presente)
Howerdel ha successivamente dichiarato che gli piacerebbe vedere gli A Perfect Circle rimanere attivi oltre il ciclo di Eat the Elephant, sottolineando che un'eventuale attività futura dipende dalla limitata disponibilità di Keenan, sempre alle prese con altri progetti. Lo stesso Howerdel ha pubblicato nel 2022 l'album What Normal Was, anticipato da un'intervista di Keenan concessa a Spin dove ha negato la possibilità di vedere il gruppo tornare attivo durante l'anno.
Nella primavera del 2024 gli A Perfect Circle sono tornati in scena, a seguito della conclusione del ciclo di Eat the Elephant. Il gruppo infatti si è imbarcato in una piccola tournée nordamericana congiunta con Puscifer e Primus atta a festeggiare i sessant'anni di Keenan, dove le tre formazioni hanno condiviso il palco. Per l'occasione, è stato pubblicato Cinquanta, album dal vivo che ripercorre i festeggiamenti per il cinquantesimo del frontman, nonché lo split Sessanta E.P.P.P., che presenta il primo inedito del gruppo dal 2018, intitolato Kindred. A questi festeggiamenti, sia sul palco in alcune date che per la registrazione di Kindred, ha preso parte Josh Freese, ex batterista che si era allontanato dagli A Perfect Circle nel 2011. Una seconda tappa per il Sessanta Tour si è svolta nella primavera del 2025, durante la quale è stato reso disponibile in esclusiva su quattro vinili Sessanta Live, registrazione integrale del concerto tenuto presso il Talking Stick Resort Amphitheatre di Phoenix durante la prima tappa della tournée.

## Stile musicale ed influenze
Lo stile degli A Perfect Circle è stato spesso accostato a diversi generi musicali, tuttavia, nonostante i cambi di formazione e sonorità perpetrati negli anni, il processo compositivo del gruppo è sempre rimasto lo stesso, strettamente legato ai due fondatori Billy Howerdel, autore delle musiche, e Maynard James Keenan, autore dei testi.
In particolare, la critica specializzata ha classificato il gruppo come alternative rock, alternative metal, hard rock, art rock, avant-garde metal, rock progressivo e progressive metal. Gli A Perfect Circle sono anche stati erroneamente accostati alla corrente nu metal in diverse occasioni, essendo saliti alla ribalta proprio nel periodo di maggior successo ed estensione del genere.
Riguardo al suo approccio nella composizione, Howerdel ha citato tra le sue influenze diversi album che hanno avuto un forte impatto sul suo stile: Kings of the Wild Frontier (Adam and the Ants) per il suo essere uno «strano ibrido di musica pirata e l'influenza indiana americana», Tinderbox (Siouxsie and the Banshees) per le sue «atmosfere dense», Diary of a Madman (Ozzy Osbourne) che rese Randy Rhoads come un punto di riferimento, Dirt (Alice in Chains) per la caratteristica accordatura e infine Pornography (The Cure), descritto dal chitarrista come «un disco dalle atmosfere inquietanti» e «uno tra gli album più spaventosi che abbia mai ascoltato». Lo stesso chitarrista ha descritto Orestes (quinta traccia di Mer de Noms) come il riassunto della sua visione artistica e come dichiarazione d'intenti del progetto; il nome A Perfect Circle deriva infatti da una frase presente nel brano.

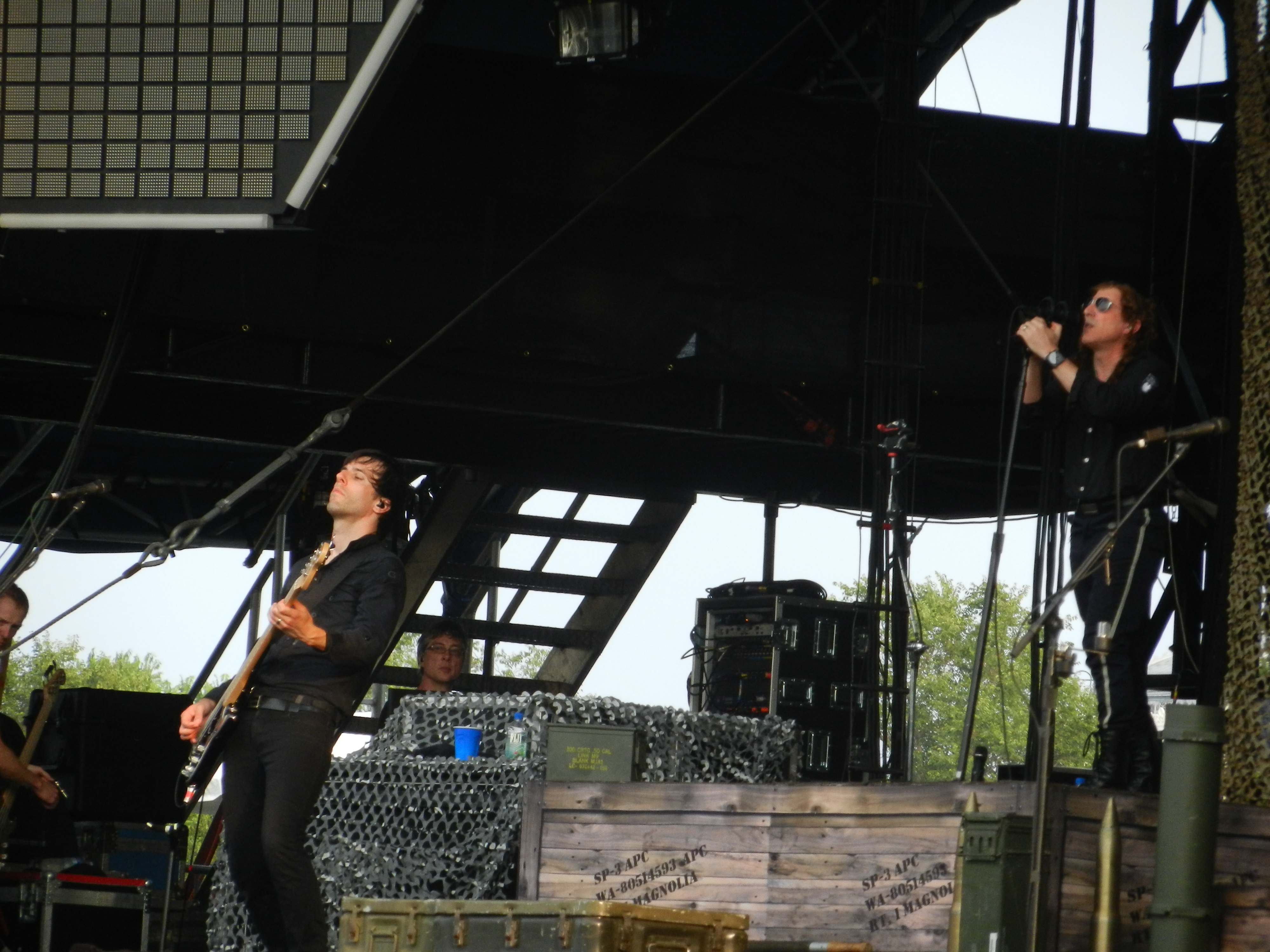
Matt McJunkins e Maynard James Keenan

Keenan è stato invece spesso interpellato dalla stampa riguardo alle differenze nel suo approccio con gli A Perfect Circle rispetto a quello impiegato con i Tool:
In occasione di un'intervista concessa a Rick Beato, il frontman ha spiegato come i Nine Inch Nails di Trent Reznor con il loro album The Fragile siano stati di grande ispirazione per lo sviluppo del suo stile di scrittura insieme a Swans e PJ Harvey.
Oltre alle influenze sopracitate, è possibile riconoscere nello stile del gruppo l'influsso di altri artisti come Black Sabbath, Cocteau Twins, Depeche Mode, Devo, Failure, Jane's Addiction, Joni Mitchell, Killing Joke, Low e The Smashing Pumpkins. Howerdel ha anche definito fondamentali i Guns N' Roses e Axl Rose,  in quanto gli hanno insegnato indirettamente l'autoproduzione durante la sua esperienza come tecnico per Chinese Democracy.
Nella biografia del gruppo presente sul portale AllMusic, curata da Tracy Frey, la musica degli A Perfect Circle viene descritta come «un'estensione dell'alt-metal/art rock reso famoso dai Tool negli anni novanta. Similmente ai Tool per intensità e malinconia, gli A Perfect Circle sono meno oscuri e maggiormente melodici, unendo talvolta elementi teatrali all'ambient e incorporando occasionalmente archi e strumentazione insolita».

## Formazione
Inizialmente gli A Perfect Circle hanno preso la forma di supergruppo, attorno al quale gravitavano diversi musicisti, sotto la direzione di Billy Howerdel e Maynard James Keenan, autori principali e leader. A seguito del loro ritorno sulle scene con il ciclo di Eat the Elephant, il gruppo si è riconfigurato come duo formato dai soli Howerdel e Keenan, accompagnati da musicisti spalla durante le tournée.
Attuale
- Billy Howerdel – chitarra, basso, voce, tastiera (1999-2004, 2010-presente)
- Maynard James Keenan – voce (1999-2004, 2010-presente)

Turnisti
- James Iha – chitarra ritmica, tastiera (2003-2004 come membro del supergruppo; 2010-presente)
- Matt McJunkins – basso, tastiera, cori (2010-presente)
- Greg Edwards – chitarra ritmica, tastiera (2018, 2024-presente)
- Josh Freese – batteria (1999-2004 e 2010-11 come membro del supergruppo; 2024-presente)

Ex componenti
- Tim Alexander – batteria (1999; 2024 come turnista)
- Troy Van Leeuwen – chitarra ritmica (1999-2002)
- Paz Lenchantin – basso, archi, cori (1999-2002, 2004)
- Jeordie White – basso (2003-2004)
- Danny Lohner – chitarra ritmica (2003, 2004)

Ex turnisti
- Jeff Friedl – batteria, percussioni (2011-2024)
- Gunnar Olsen – batteria (2024)

Cronologia

## Discografia

### Album in studio
- 2000 – Mer de Noms
- 2003 – Thirteenth Step
- 2004 – Emotive
- 2018 – Eat the Elephant

### Album di remix
- 2004 – Amotion

### Album dal vivo
- 2013 – A Perfect Circle Live: Featuring Stone and Echo
- 2024 – Cinquanta (con Failure e Puscifer)
- 2025 – Sessanta Live (con Primus e Puscifer)

### Raccolte
- 2013 – Three Sixty

## Tournée
- 1999 – 1999 Summer Tour
- 2000/01 – Mer de Noms Tour
- 2003/04 – Thirteenth Step Tour
- 2010 – Fall 2010 Tour
- 2011 – 2011 Tour
- 2017 – Spring 2017 Tour
- 2017 – Fall 2017 Tour
- 2018 – Eat the Elephant Tour
- 2024/25 – Sessanta Tour (con Puscifer e Primus)

### Fonti
Enciclopedie
- Tommaso Iannini, Nu Metal, Firenze, Giunti, 2003, ISBN 88-09-03051-6.
- (EN) AA.VV., The Rough Guide to Rock, Londra, Rough Guides, 20 ottobre 2003, ISBN 1843531054. URL consultato il 31 agosto 2022.
- (EN) Colin Larkin, Encyclopedia of Popular Music, Oxford University Press, 2006, ISBN 9780195313734. URL consultato il 31 agosto 2022.

Riviste
- (EN) Lisa Sharken, Round & round, in Guitar Player, vol. 34, n. 11, New York, Future US, novembre 2000, ISSN 00175463 (WC · ACNP). URL consultato il 9 settembre 2022.
- (EN) Chuck Arnold, Omoronke Idowu-Reeves e Ralph Novak, Picks and Pans Review: A Perfect Circle, in People, vol. 62, n. 25, 20 dicembre 2004, ISSN 0093-7673 (WC · ACNP). URL consultato il 9 settembre 2022 (archiviato dall'url originale il 10 marzo 2016).
- (EN) Melinda Newman, Tool Leader Keenan Forms A Perfect Circle; Brian Wilson Plans Tour With Orchestras, in Billboard, vol. 112, n. 12, Billboard-Hollywood Reporter Media Group, 18 marzo 2000, ISSN 0006-2510 (WC · ACNP). URL consultato il 31 agosto 2022.
- (EN) John Petkovic, A Perfect Circle (abstract), in Rolling Stone, n. 851, New York, Rolling Stone Licensing LLC, 12 ottobre 2000, ISSN 0035-791X (WC · ACNP). URL consultato il 9 settembre 2022.
- (EN) Kris Peters, Maynard James Keenan, in Heavy, n. 18, 7 giugno 2017. URL consultato l'11 settembre 2022.

### Altri testi
Enciclopedie
- Mario Ruggeri e Claudio Sorge, Le guide pratiche di Rumore - Metal, in Rumore, n. 102, Pavia, Apache Edizioni, luglio/agosto 2000.